# Гріммен
Гріммен (нім. Grimmen) — місто в Німеччині, розташоване в землі Мекленбург-Передня Померанія. Входить до складу району Передня Померанія-Рюген.
Площа — 50,29 км2. Населення становить 9369 ос. (станом на 31 грудня 2020).

## Динаміка населення
- 1600 - біля 1 000 inhabitants
- 1712 - біля 850 мешканців
- 1809 - 1 840 мешканців
- 1900 - 3 616 мешканців
- 1946 - 8 298 мешканців
- 1986 - біля 15 000 мешканців
- 1990 - 14 242 мешканців
- 1993 - 13 376 мешканців
- 2003 - 10 892 мешканців
- 2004 - 11 201 мешканців